# Sentado à Beira do Caminho
"Sentado à beira do caminho" é uma música brasileira composta e gravada por Roberto Carlos e Erasmo Carlos. Lançada em 1969. A canção foi inspirada na canção americana, " Honey (I miss you) " de Bobby Russell, e descreve o desespero e desesperança de um amante que espera por sua amada. A música é mundialmente conhecida. Já foi regravada inúmeras vezes além de ter versões em alemão, espanhol, italiano e japonês. Dentre os grandes nomes da música mundial que regravaram a canção estão Julio Iglesias, Ornella Vanoni e Andrea Bocelli.
Em 1970, a canção ganhou uma versão em italiano, intitulada "L'Appuntamento", composta por Bruno Lauzi. Interpretada por Ornella Vanoni, foi lançado como single - L'Appuntamento / Uomo, uomo e incluído no álbum L'Appuntamento con Ornella Vanoni . A canção foi o tema do programa de rádio Grand Variety. O arranjo da versão de Ornella Vanoni é de Gianfranco Lombardi. Esta versão em italiano faz parte da trilha sonora do filme Ocean's Twelve (2004).

## Composição e letra
A música foi criada em 1969. Depois de dois meses trabalhando na letra, a dupla não havia feito um refrão ainda. No limite do prazo para a finalização da canção, Erasmo e Roberto estavam na casa deste último no Morumbi, em São Paulo, e Roberto foi tirar um cochilo. Quando Erasmo foi acordá-lo, Roberto teria balbuciado: "Preciso acabar logo com isso. Preciso lembrar que existo".

## Regravações
- 1970, Mina, Sentado à Beira do Caminho , álbum Mina canta ou Brasil
- 1980, Erasmo Carlos (feat. Roberto Carlos), álbum Erasmo Carlos Convida
- 1999, Ira!, álbum Isso é Amor[4]
- 2005, Fernanda Porto, coleção Um Barzinho, um Violão - Jovem Guarda
- 2009, Cauby Peixoto, Cauby interpreta Roberto.
- 2010, Rionegro & Solimões, álbum Emoções Sertanejas[5]
- 2012, Fresno[6]
- 2013, Lulu Santos, álbum Lulu Canta & Toca Roberto e Erasmo
- 2017, Angela Maria (feat. Erasmo Carlos), Angela Maria e as canções de Roberto e Erasmo

## Outras versões

### em Italiano
- 1970, Ornella Vanoni ‎no álbum Appuntamento Con Ornella Vanoni
- 2006, Andrea Bocelli e Roberto Carlos
- 2008, Isabelle Boulay no álbum Nos lendemains by Isabelle Boulay[7]
- 2008, Calibro 35 (com Roberto Dell'Era ) no álbum autointitulado
- 2009, The Bluebeaters no álbum Combo
- 2012, Raul Malo , no álbum ao vivo Around the World
- 2017, Vega no álbum Non Ho L'Eta

### em Espanhol
- 1969, Dave Gordon, Sentado A La Vera Del Camino no álbum Latino
- 1969, Los Vikings ‎no álbum Los Vikings
- 1973, Altemar Dutra no álbum El Ultimo Romantico
- 1974, Raphael no álbum Raphaël
- 1980, Los Pasteles Verdes no álbum Algo Nuevo De... Los Pasteles Verdes
- 1988, Eydie Gormé, Sentado A La Vera Del Camino no álbum De Corazón a Corazón
- 2003, Pimpinela ‎no álbum Al Modo Nuestro

### em Grego
- Dimitra Galani (Δήμητρα Γαλάνη) (Συνάντηση - Encounter).
- 1971, Zoe Kouroukli (Ζωή Κουρούκλη)

### em Alemão
1973, Julio Iglesias - Du bist die sonne in meinen augen no álbum Und das meer singt sein lied.

### em Francês
1970, Elsa Martinelli – Le Rendez-Vous no álbum Le Rendez-Vous / Solarium Transatlantique.

### em japonês
- 1980, Yukari Kaneko no álbum o Tempo Passa